# Narthecium balansae
Narthecium balansae är en enhjärtbladig växtart som beskrevs av John Isaac Briquet. Narthecium balansae ingår i släktet myrliljor, och familjen myrliljeväxter. Inga underarter finns listade i Catalogue of Life.